# Джабар Шарза
Джабар Шарза (Дарі: جبار شرزه ; нар. 6 квітня 1994, Кабул, Афганістан) — афганський та данський футболіст, атакувальний півзахисник та нападник індонезійського клубу «Персела» (Ламонган), який виступає в оренді за «Персіраджу» (Банда-Ачех). Грав за національної збірної Афганістану.

## Ранні роки
Народився в Кабулі. 1999 року разом з родиною емігрував до Данії, де й провів своє дитинство. Футбольний шлях розпочав у «Люнгбю». Потім грав за молодіжні команди «Бреншей» та «Гентофте».

## Клубна кар'єра

### «Гентофте»
Зіграв 5 матчів та відзначився 5-ма голами. У сезоні 2014/15 років вільним агентом перейшов до «Бреншея».

### «Бреншей»
Провівши лише 2 матчі в 1-му дивізіоні, у сезоні 2015/16 років грав з «Бреншеєм» у 2-му дивізіоні. Дебютував за нову команду 11 квітня 2015 року в програному (0:2) поєдинку проти «Роскілле». Шарза відзначився 19-ма голами у 29 матчах, після чого перейшов в «Академіск БК».

### «Академіск БК»
Влітку 2016 року перейшов в «Академіск БК». Дебютував за нову команду 27 липня 2016 року в програному (0:1) поєдинку проти «Гельсінгера». Свій перший м'яч за «Академіск» забив 31 липня 2016 року в нічийному (3:3) поєдинку проти «Нестведа». У сезоні 2016/17 років Шарза став основним гравцем «Академіск БК», відзначився ударами зі штрафних і зробив різницю.

### «Фремад Амагер»
У червні 2017 року підписав контракт з «Фремад Амагер». Дебютував у новому колективі 9 серпня 2017 року в переможному (5:0) поєдинку Кубку Данії проти «Аварти». Першим голом за клуб відзначився 23 серпня 2017 року у переможному (1:0) поєдинку поти «Нюкебінга». Наприкінці 2018 року залишив команду.

### ГІФК
21 липня 2019 року дебютував фінської Вейккаусліги ГІФК оголосив, що підписав 1,5-річний контракт з Джабаром Шарзою. Дебютував за столичний клуб 28 липня 2019 року в переможному (3:1) виїзному матчі проти «Марієгамна». Своїм першим голом відзначився в наступному матчі, проти КуПСа (1:1). У січні 2021 року залишив клуб.

### «Персела» (Ламонган)
25 вересня 2021 року вільним агентом підписав 1-річний контракт з клубом індонезійської Ліги 1 «Персела» (Ламонган). Початок чемпіонату пропусти через обмеження на в'їзд іноземців до країни. У першій лізі дебютував 3 жовтня в програному (0:3) поєдинку проти «Аремі» на стадіоні «Гелора Бунг Карно Мадья», в якому на 74-й хвилині вийшов замість Ріятно Абійосо. 16 жовтня на 55-й хвилині на стадіоні «Магувохарджо» у Слемані забив свій перший м'яч за «Перселу» проти «Мадура Юнайтед».

### Оренда в «Персіраджу» (Банда-Ачех)
Незважаючи на те, що «Персела» більше не розраховує на нього у другій частині сезону, у січні 2022 року Джабар відправляється в оренду до одного з аутсайдерів чемпіонату, «Персіраджи» (Банда-Ачех). У новій команді дебютував 12 січня 2022 року в програному (0:1) поєдинку проти «ПСІСа Семаранг».

## Кар'єра в збірній
У січні отримав виклик до національної збірної Афганістану. Дебютував за збірну Афганістану 23 березня 2017 року в переможному (2:1) товариському поєдинку проти Сінгапуру. Вдруге за Афганістан зіграв у поєдинку проти Камбоджі, й допоміг перемогти з рахунком (2:1), в якому відзначився двома голами в першому таймі.

### Забиті м'ячі
Рахунок та результат збірної Афганістану в таблиці подано на першому місці.
| №  | Date            | Venue                       | Opponent | Score | Result | Competition                  |
| -- | --------------- | --------------------------- | -------- | ----- | ------ | ---------------------------- |
| 1. | 27 березня 2018 | Памір, Душанбе, Таджикистан | Камбоджа | 1–0   | 2–1    | кваліфікація кубку Азії 2019 |
| 2. | 27 березня 2018 | Памір, Душанбе, Таджикистан | Камбоджа | 2–0   | 2–1    | кваліфікація кубку Азії 2019 |